# 茅野泉
茅野 泉（かやの いずみ、1976年11月12日 - ）は、日本のライトノベル作家。広島県出身。

## 経歴・人物
高校2年生の時、1993年度下期に行われた第22回コバルト・ノベル大賞を「雨の中へ」にて受賞し、作家デビュー。
好きな作家として、原田宗典、山田詠美、サリンジャー、カポーティを挙げる。

## 書籍リスト
- 堕ちる月 （コバルト文庫、1995年7月）
- ぼくを呼ぶ声 （コバルト文庫、1996年6月）
- 教室 （コバルト文庫、1997年2月）
- 視線 （コバルト文庫、1997年7月）
- 悲鳴 （コバルト文庫、1997年12月）
- 約束 （コバルト文庫、1998年10月）